# Fichtepark

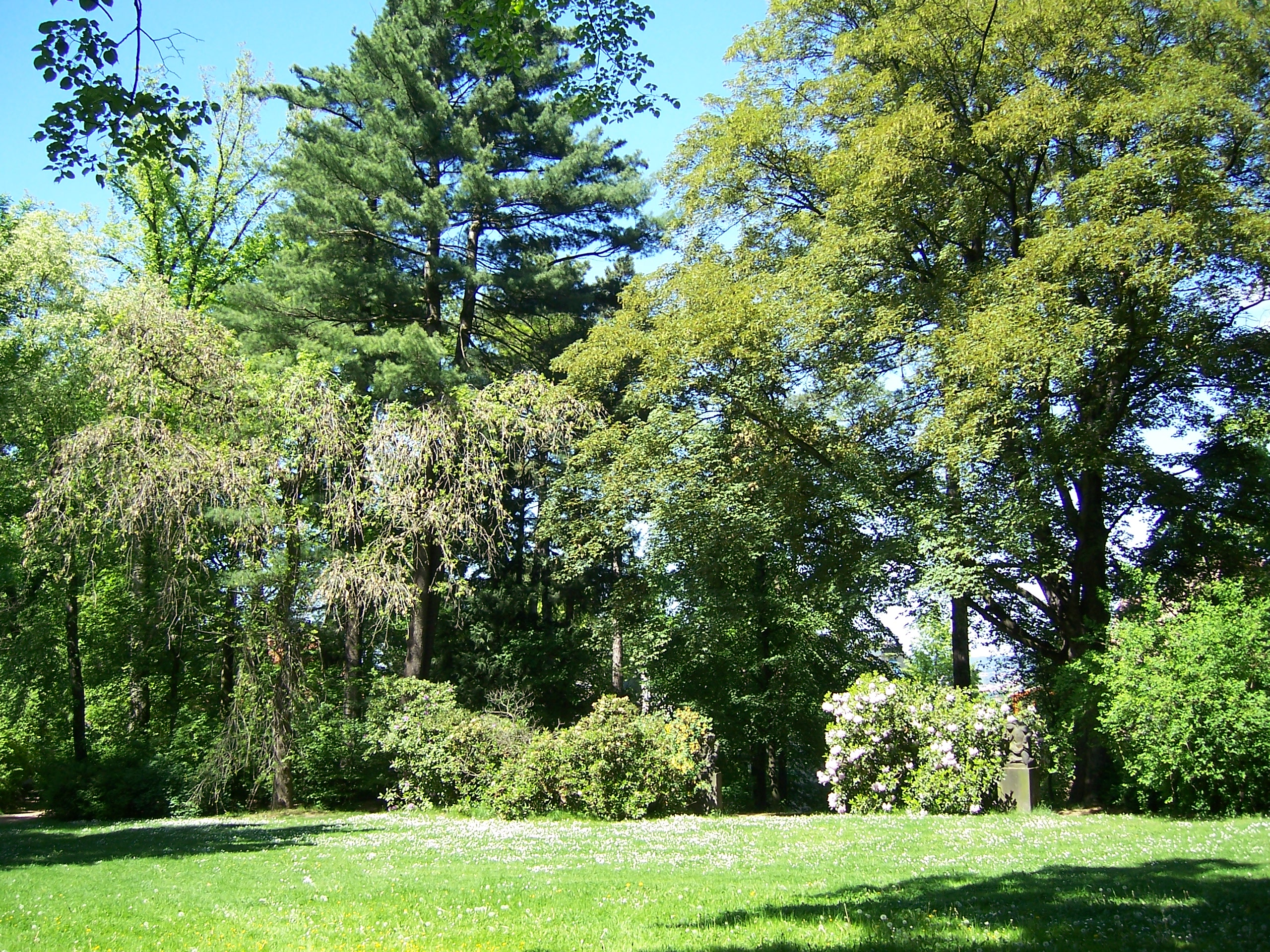
Fichtepark 2009

Der Fichtepark, auch Johann-Gottlieb-Fichte-Park, befindet sich im Dresdner Stadtteil Plauen und wird von den Straßen Bernhardstraße, Großmannstraße und dem Westendring begrenzt. Er stellt ein Zeugnis der Landschaftsgartengestaltung des 19. Jahrhunderts dar. Ein bedeutendes Bauwerk im Park ist der Fichteturm.

## Geschichte

### Vorplanung und Baubeginn

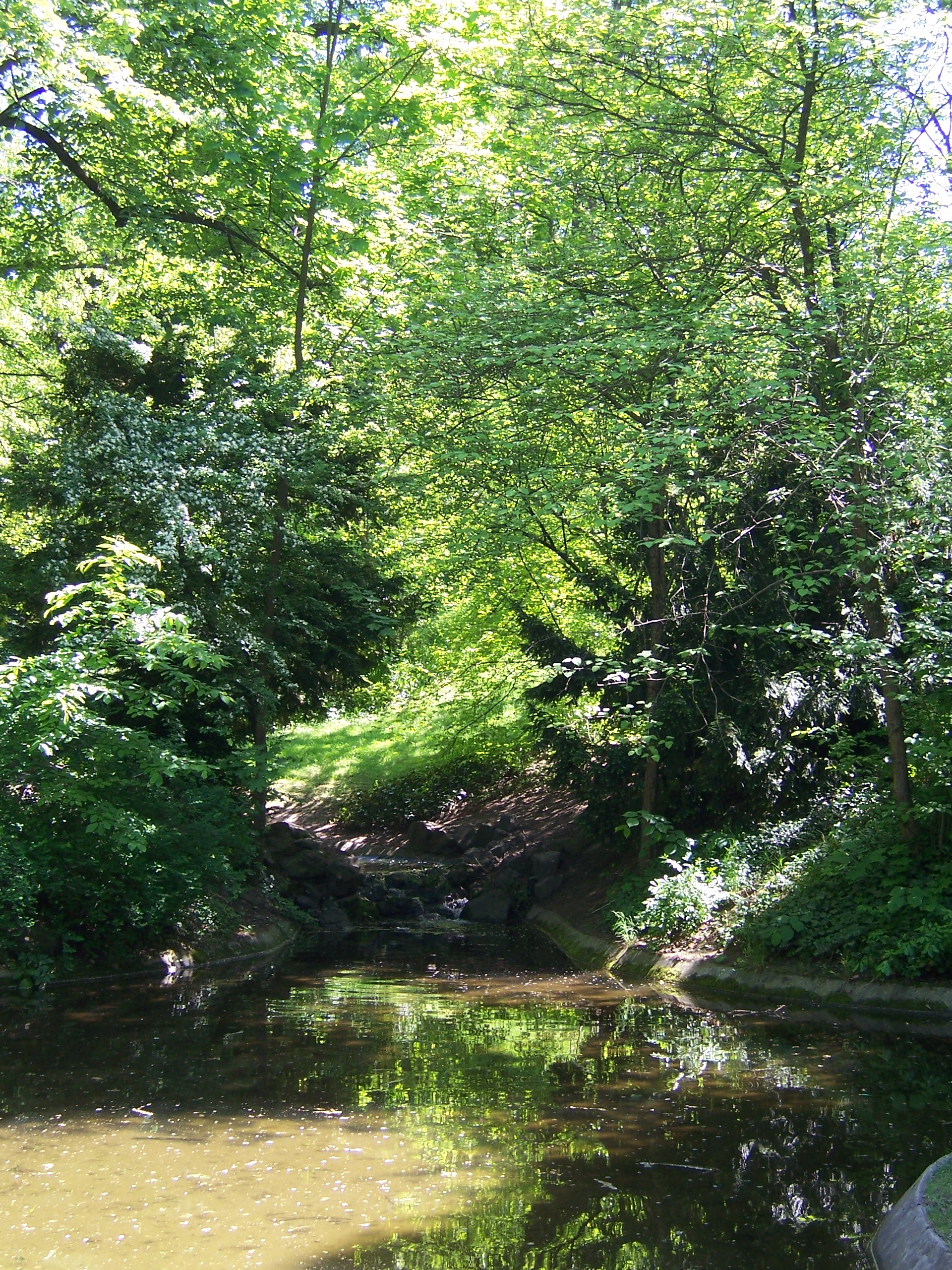
Teichanlage im Fichtepark 2009

In den Stadterweiterungsplänen um 1872 wurde eine Grünfläche zur Auflockerung der Bebauung auf der Plauener Flur vorgesehen. Im gleichen Jahr wurde die Aktiengesellschaft Dresdner Westend gegründet. Diese hatte die Vorgabe, Ackerland aufzukaufen und als vorbereiteten Baugrund möglichst gewinnbringend zu vermarkten. In drei Ziegeleien an der heutigen Nöthnitzer Straße wurden die nötigen Ziegelsteine hergestellt, und in den nahegelegenen Plänersteinbrüchen des Dorfes Plauen fand man das erforderliche Natursteinmaterial. So entstand in kurzer Zeit ein begehrtes villenartiges neues Viertel für die gut betuchten Bürger Plauens und Dresdens in grüner Umgebung. Man unterschied schon in Unterplauen und Hohenplauen, denn die Westendbaugesellschaft wollte noch gewinnbringender am Rande des Parks große Häuserzeilen errichten. Diese Pläne scheiterten jedoch im Gemeinderat, Plauen sollte ein nobler Vorort bleiben. Die Eingemeindungspläne nach Dresden lagen bereits auf dem Tisch. Und so wurde Im Jahr 1887 eine rechtsverbindliche Bauverordnung beschlossen. In den Stadtplänen von 1890 und 1891 ist die Fläche für eine Parkanlage mit einer Fläche von knapp 2,5 Hektar zu sehen. Das Gelände, ein schmales Rechteck umfassend von der Bernhardstraße über die Längsseite an der Großmannstraße bis hin zum Westendring, wurde wie auch finanzielle Mittel zum großen Teil durch die Bienertstiftung zur Verfügung gestellt. Den ausgeschriebenen öffentlichen Wettbewerb gewann unter über 25 Bewerbern der preußische Hofgartendirektor Carl Hampel. Dieser verstand es geschickt, das abfallende Gelände mit sich schlängelnden Wegen und zweckmäßig angelegten Freitreppen und einer vielfältigen Bepflanzung gefällig auszunutzen. Ebenso waren ein Spielplatz und ein Teich vorgesehen. Auch wurde für den später gebauten Bismarckturm der Platz freigehalten.

### Eröffnung und Nutzung
Bereits am 26. September 1891 wurde der Park unter dem Namen Westendpark feierlich eröffnet. Für diesen Landschaftspark hat die Gemeinde 23000 Mark investiert. Der Park erfreute sich großer Beliebtheit, und so entstand im Jahr 1895 an der Bernhardstraße/Ecke Großmannstraße eine Gaststätte, die Parkschänke, die nach dem Ersten Weltkrieg in ein Wohnhaus umgebaut wurde. Als ein Jahr später der 27 Meter hohe Bismarckturm eingeweiht wurde, hatte man einen perfekt angelegten Landschaftspark.
In den Jahren 1901 und 1902 wurden ein kleiner Bach und der Teich neu angelegt. Im Jahr 1906 wurde der Spielplatz wesentlich erweitert und mit Spielgeräten ausgestattet. Im Park fanden Gesangswettbewerbe und Chorveranstaltungen statt, und es wurden Volksfeste sowie Gottesdienste veranstaltet. Dazu wurden Imbissbuden, Belustigungsstände und extra für Kinder Kaspertheater organisiert. Auch nach Schließung der Parkschänke blieb der Westendpark für die Bevölkerung ein beliebter erholsamer Ort im Grünen. Im Jahr 1903 wurde das Dorf Plauen nach Dresden eingemeindet. Somit war nun die Stadt Dresden der neue Besitzer und Betreiber.

### Erste Umgestaltung

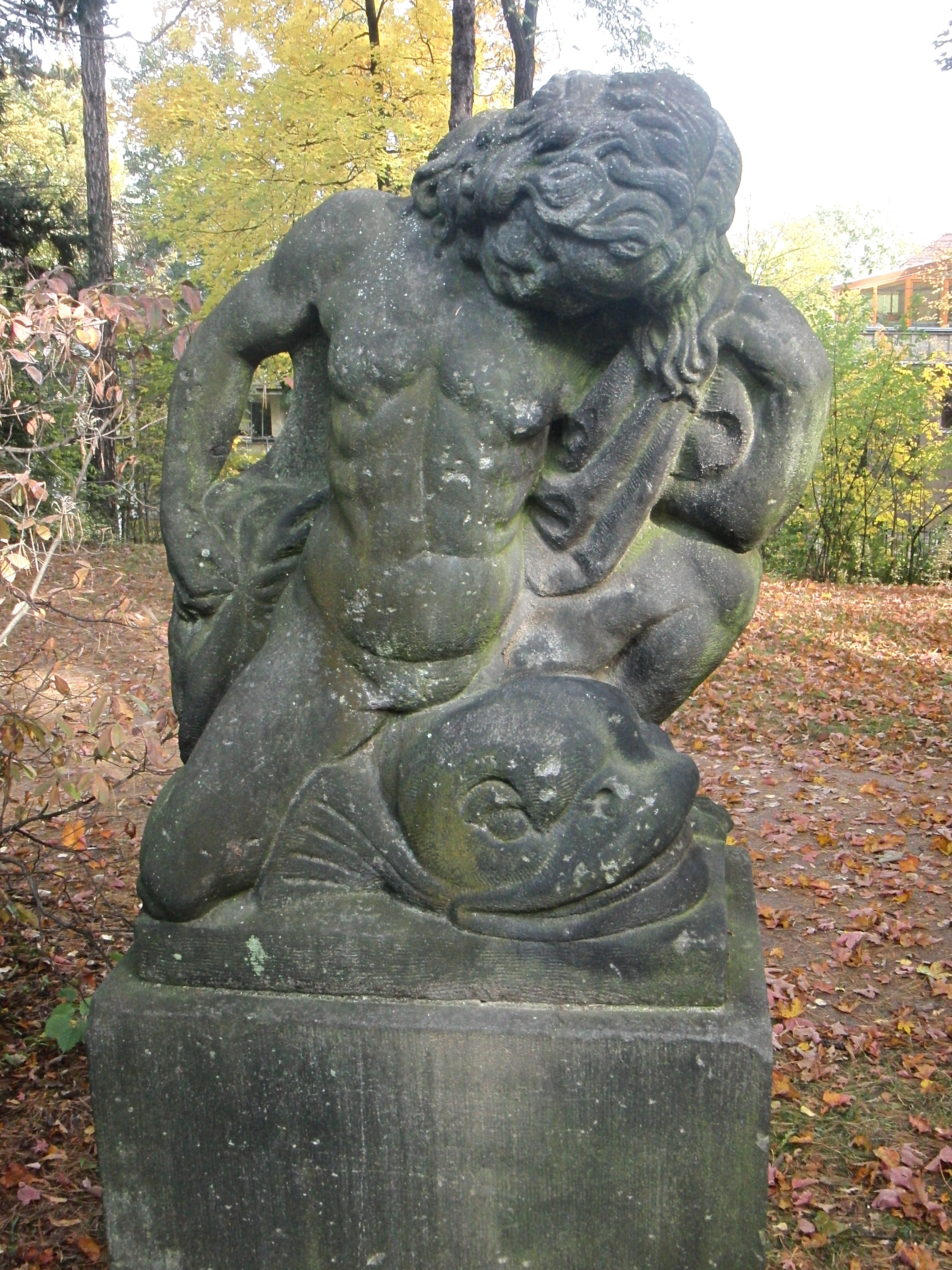
Figur Kind mit Delphin von Franz Weschke

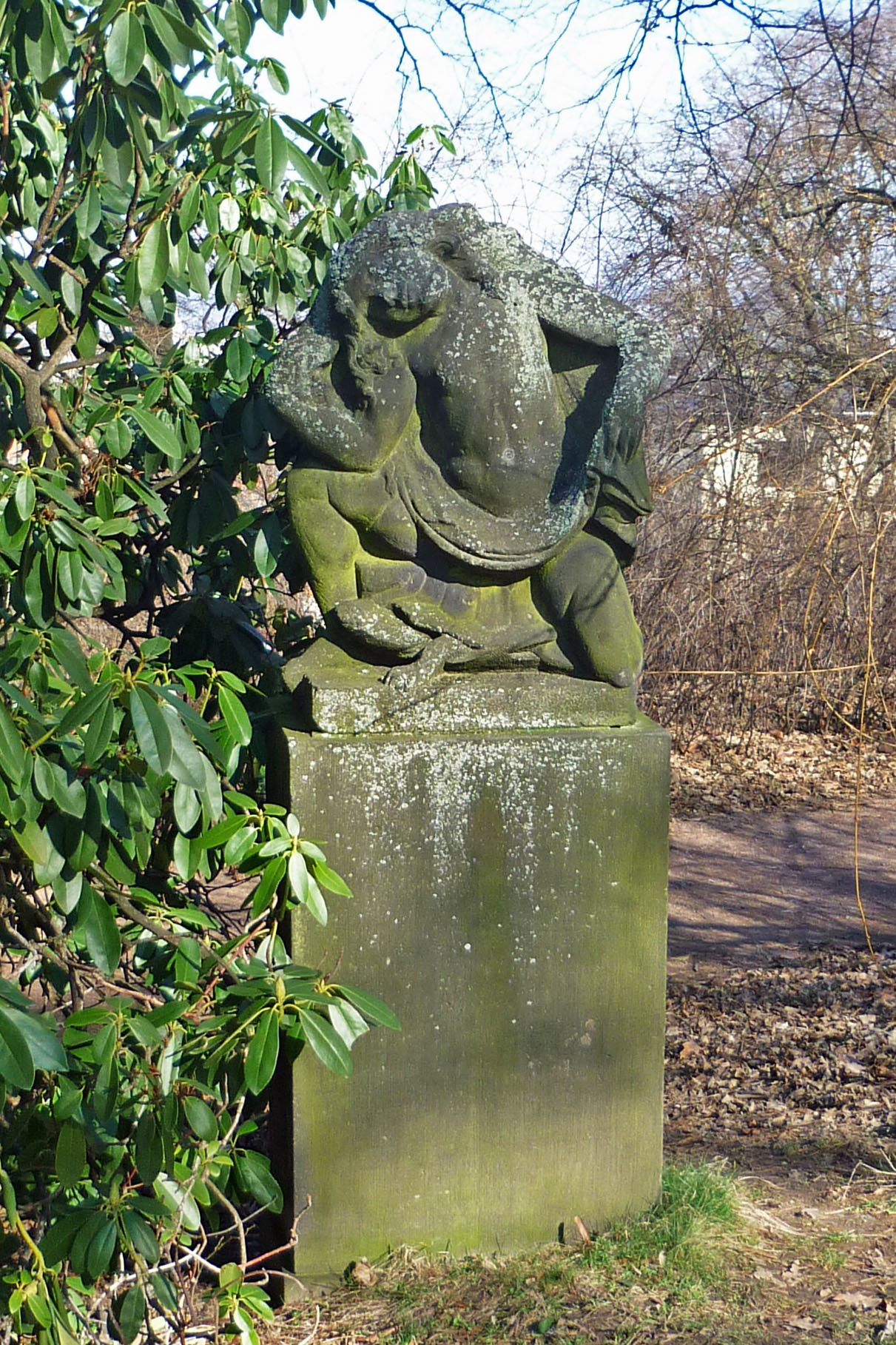
Figur Kind mit Schildkröte von Paul Polte

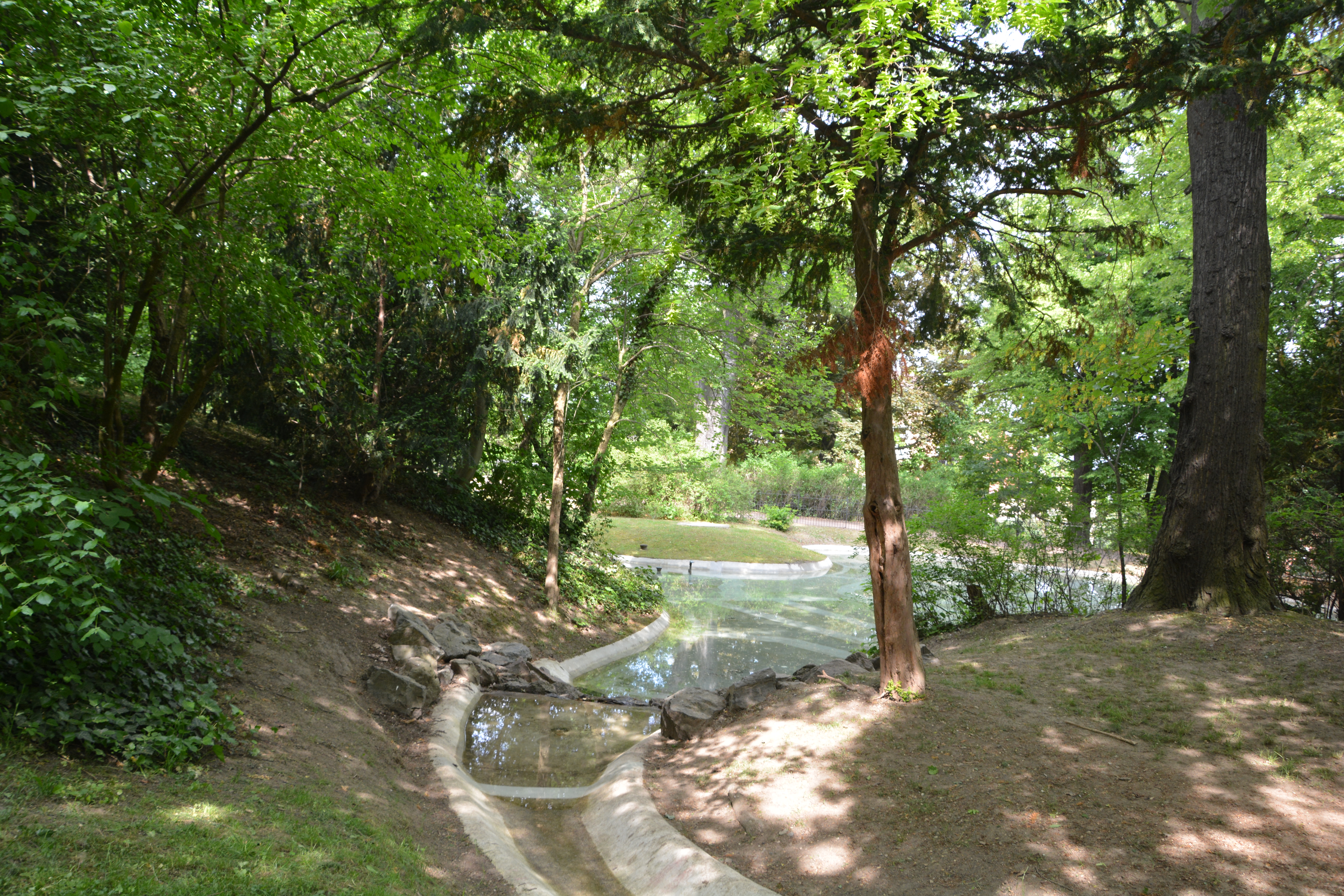
Am 15. Mai 2018 wurde die Teichanlage feierlich wieder in Betrieb genommen.

Im Jahr 1920 beschloss der Stadtrat eine Umgestaltung des Westendparks. Nach einem Entwurf des Bauamtmannes Karl Hirschmann entstand eine neue rondellartige Freifläche als Wiese und mit Freitreppen in jede Himmelsrichtung. Umgeben wurde diese mit acht Bildwerken Dresdner Bildhauer, diese sollten die vier Temperamente und Gemütserscheinungen darstellen:
- Oskar Aurich: eine große Kindergruppe (Wehmut)
- Arthur Berger: eine Kindergruppe Putte und Bär (Gleichmut)
- Paul Berger: eine große Figur (Sanguiniker)
- Paul Lindau: eine große Figur (Melancholie)
- Franz Weschke: eine Figur Kind mit Delphin (Frohsinn)
- Georg Türke: eine große weibliche Figur (Phlegma)
- Arthur Selbmann: eine große weibliche Figur mit Truthahn (Choleriker)
- Paul Polte: eine Figur Kind mit Riesenschildkröte (Trübsinn)
- Rudolf Gerbert: eine große Vase, befindet sich im Lapidarium der Stadt in der ehemaligen Zionskirche

Von der Westendstraße aus gesehen entstand ein um etwa einen Meter abgesenktes ovales Rondell. Der Zugang erfolgte über vier großzügig angelegte sechsstufige Freitreppen. In der Mitte dieser prächtigen Wiese befand sich die große dominante Vase von Gerbert. Über einen sich schlängelnden Rundweg mit mehrfachen Abzweigungen und Biegungen konnte man alle Sehenswürdigkeiten des Parks erreichen.
Die Stadt Dresden ermöglichte mit diesem besonderen Auftrag, der Neuausgestaltung des Westendparks in Dresden-Plauen einen Neubeginn für neun kriegsheimgekehrte Bildhauer, um deren Existenz zu verbessern, auch dank der großzügigen Bienertstiftung. Die Kosten beliefen sich laut Stadtarchiv auf rund 133.000 Mark.

### Zweite Umgestaltung
Diese einmalige Figurenwiese wurde im Jahr 1930 zugunsten einer geplanten, letztlich jedoch nicht errichteten Freilichtbühne eingeebnet. Dabei sind sechs Figuren entfernt und eingelagert worden, sie gelten seit 1945 als verschollen und somit als Kriegsverlust. Die Figuren Kind mit Schildkröte von Polte und Kind mit Delphin von Weschke sind als einzige im Park an anderer Stelle noch vorhanden. Ebenfalls verschwunden sind die Freitreppen. Im Jahr 1929 wurden zusätzlich Azaleen- und Rhododendronsträucher im Park angepflanzt. Bereits im Jahr 1936 wurde der Park abermals umgestaltet. Es wurde eine Freifläche als Liegewiese und Versammlungs- bzw. Aufstellungsplatz geplant und umgesetzt. Im Jahr 1937 wurde der Park wieder feierlich eröffnet, und er erhielt gleichzeitig die Umbenennung zu Ehren des Philosophen und Erziehers zu dessen 175. Geburtstages in Johann-Gottlieb-Fichte-Park, kurz Fichtepark. Gleichzeitig wurde ein Porträtmedaillon mit dem Abbild von Bismarck gegen eins von Fichte über dem Eingang des Turms ausgetauscht. Die Freifläche wird heute von einigen Parteien für ihre öffentliche parteiinterne Arbeit genutzt.
Zum Ende des Zweiten Weltkrieges suchte die Dresdner Bevölkerung Schutz vor Bombenangriffen auf Dresden. Damit begann eine gewisse Verwilderung des Landschaftsparks. Erst zur Umbenennung des Bismarckturmes in Johann-Gottlieb-Fichte-Turm im Jahr 1954 wurde er etwas hergerichtet. Dieser Zustand blieb bis zur Wendezeit. Heute befindet sich der Park in einem mehr oder weniger gepflegten Zustand. Seit dem Jahr 1994 wird der Park durch das städtische Grünflächenamt nach denkmalpflegerischen Aspekten restauriert. Seit 2014 wurde um Spenden für eine Wiederbelebung der Wasseranlagen gesammelt. Am 15. Mai 2018 konnte die sanierte Teichanlage wieder in Betrieb gehen.